# Kameanîi Maidan, Novohrad-Volînskîi
Kameanîi Maidan (în ucraineană Кам`яний Майдан) este localitatea de reședință a comunei Kameanîi Maidan din raionul Novohrad-Volînskîi, regiunea Jîtomîr, Ucraina.

## Demografie
Componența lingvistică a localității Kameanîi Maidan
     Ucraineană (98,88%)
     Rusă (1,12%)
Conform recensământului din 2001, majoritatea populației localității Kameanîi Maidan era vorbitoare de ucraineană (98,88%), existând în minoritate și vorbitori de rusă (1,12%).